# Président du Conseil des ministres d'Italie
Pour les articles homonymes, voir Président du Conseil.
Ne doit pas être confondu avec Président de la République italienne.
Pour un article plus général, voir Présidence du Conseil des ministres.
Le président du Conseil des ministres (en italien : Presidente del Consiglio dei Ministri) est le chef du gouvernement de la République italienne et le principal détenteur du pouvoir exécutif.
La titulaire actuelle de cette fonction est Giorgia Meloni, depuis le 22 octobre 2022.

## Considérations constitutionnelles

### Nomination
Le président du Conseil des ministres est officiellement nommé par le président de la République, mais dépend en réalité de la majorité du Parlement de la République italienne, dans un système bicaméral.
Le chef de l'État, une fois entendu les partis représentés dans les deux chambres, désigne un formateur (incaricato), qui doit chercher une majorité parlementaire. S'il y parvient, il est nommé aux fonctions de président du Conseil et prête serment avec toute son équipe. Dans le cas contraire, il rend son mandat au président italien. Cette situation s'est déjà produite à plusieurs reprises depuis 1948.

### Fonction
Le président du Conseil nomme et dirige les ministres. Il dirige la politique générale du gouvernement et en est responsable.

### Évolution
La Constitution italienne, dans l'article 95, établit que le président du Conseil des ministres promeut et coordonne l'activité des ministres : ce pouvoir de coordination des ministres a eu une intensité très variable durant l'histoire de l'Italie. 
Souvent, l'activité des présidents du Conseil a été plus la médiation entre les partis formant la majorité que la direction effective du gouvernement. En outre, son pouvoir est limité par le fait qu'il n'a pas le droit de révoquer les ministres avec lesquels il n'est pas d'accord. Cela s'ajoute au pouvoir du Parlement de renverser le Gouvernement avec le vote de défiance. 
Les changements récents, conduisant à la bipolarisation de la politique et à la médiatisation des leaders, ont conféré au président du Conseil des ministres un plus grand pouvoir, jusqu'à devenir le véritable dirigeant du pays, ce qui est une nouveauté dans la vie politique italienne.
Après un premier changement en 2015, le gouvernement Gentiloni mené par le parti démocrate fixe les modalités d'élections des deux chambres avec 37,5% des sièges pourvus au scrutin uninominal majoritaire à un tour, et le reste à la proportionnelle dans cinq circonscriptions plurinominales. Cette loi Rosatellum bis, qui prendre le contrepied de la précédente Italicum qui visait à stabiliser les formations de gouvernement, privilège au contraire la formation de coalitions. Néanmoins, la division en blocs politiques reste, et ne garantit pas de majorité stable.

### Dernier changement: après 2001
Depuis qu'en Italie la Loi a établi par décret "la possibilité de dons" de citoyens privés, presque chaque leader politique a dû opter entre un rôle purement politique, comme celui de "Premier ministre", ou la gestion d'actifs pour différents projets institutionnels, publics ou privés.
Ainsi, en Italie, surtout parmi les parlementaires à Rome, il existe deux fonctions légalement reconnues au "nouveau politicien", soit celle qui concerne uniquement la "Res Publica" (l'État et ses fonctions institutionnelles) soit celle plus spécifiquement économique et financière, donc avec une implication parmi les citoyens italiens peut-être plus satisfaisante et avec un retour méritoire plus bienvenu : c'est la véritable civilisation politique active.

## Histoire

### Historique du titre

Drapeau du président du Conseil italien.

Le titre de président du Conseil des ministres (Presidente del Consiglio dei ministri) ou couramment président du Conseil a été utilisé à l'issue de la promulgation du statut albertin, même si celui-ci ne le mentionne pas, et jusqu'à la période fasciste, qui, par la loi n° 2263 du 24 décembre 1925, le modifie en « chef de gouvernement Premier ministre Secrétaire d'État » avec l'évidente intention de souligner la position de suprématie de la charge exercée par Benito Mussolini, dont les pouvoirs avaient été considérablement augmentés par la même loi. La précédente dénomination a été reprise par la Constitution républicaine et est actuellement utilisée.

### Titulaires
Depuis la promulgation de la République, vingt-six personnes différentes ont occupé ce poste, pour un total de soixante-deux gouvernements distincts. Le record de longévité consécutive et du nombre de mandats est détenu par Alcide De Gasperi, huit fois président du Conseil de manière continue. Le record de longévité, sans souci de continuité, revient à Silvio Berlusconi, quatre fois président du Conseil sur une durée totale de plus de neuf ans.

## Résidence

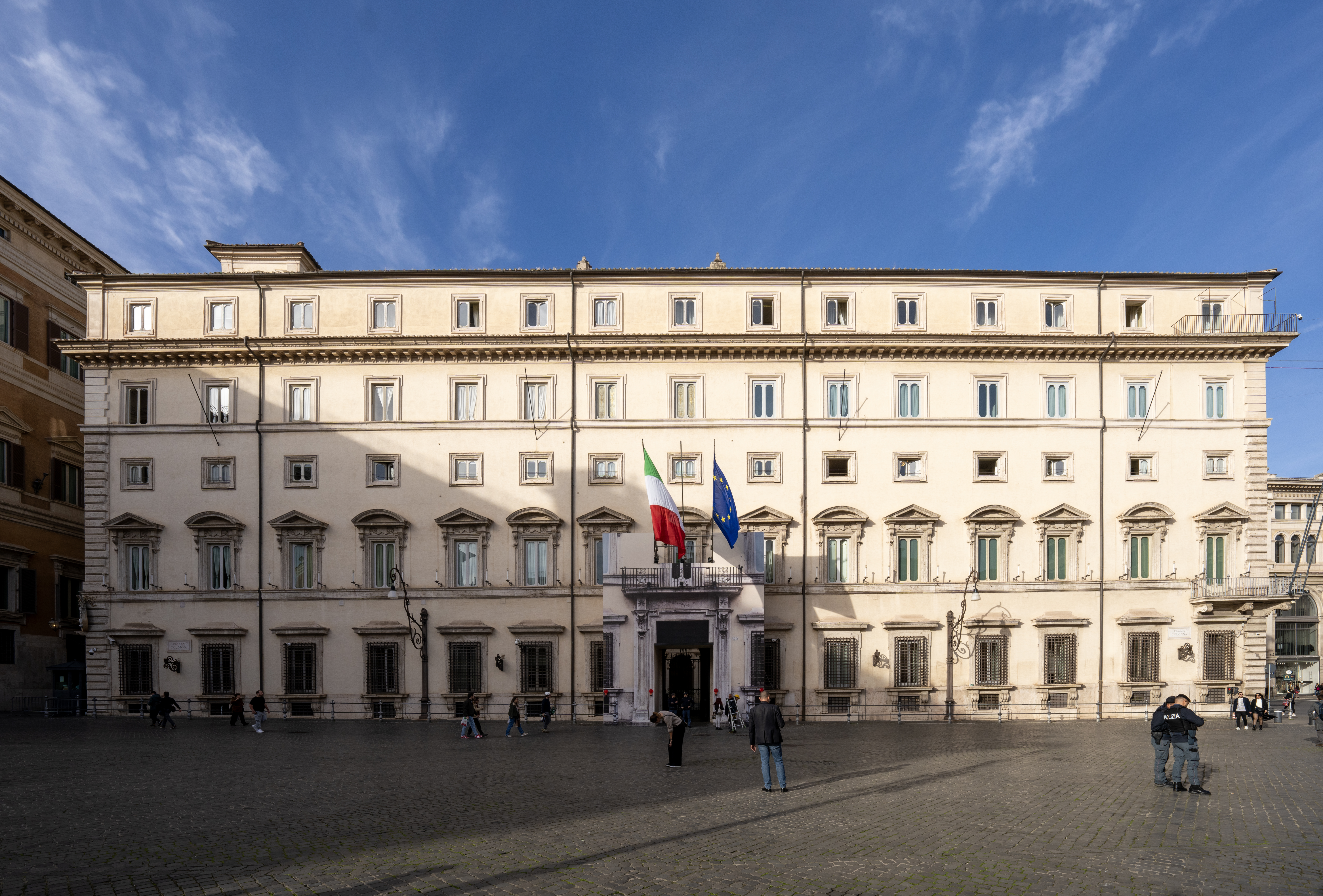
Le palais Chigi, siège de la présidence du Conseil, à Rome.

Jusqu'en 1960, le chef du gouvernement logeait au palais du Viminal qui abrite à présent le ministère de l'Intérieur.
La présidence du Conseil siège au palais Chigi depuis 1961. La construction de cet édifice, qui jouxte le palais Montecitorio, a été commandée par la famille Aldobrandini au XVIe siècle. Devenue possession de la famille Chigi, il servit ensuite de résidence d'ambassadeur. Acheté par le royaume d'Italie en 1916, il fut successivement le siège du ministère des Colonies, puis de celui des Affaires étrangères.
De nos jours, le palais accueille les services de la présidence du Conseil et la résidence du chef du gouvernement, qui dispose d'un appartement de fonction dans le bâtiment.

## Dans la fiction
- Paolo Sorrentino a par deux fois réalisé un film dont le protagoniste principal était un président du Conseil important de l'Histoire italienne : Giulio Andreotti dans Il divo (2008) et Silvio Berlusconi dans Silvio et les Autres (2018), deux rôles interprétés par Toni Servillo.
- Dans le film La Chute de Londres (2016), Antonio Gusto (joué par Alex Giannini) est le président du Conseil italien.